# Calum Worthy
Calum Worthy, född 28 januari 1991 i Victoria, British Columbia, är en kanadensisk skådespelare och sångare. Han spelar Dez i TV-serien Austin och Ally på Disney Channel. Han har varit nominerad sex gånger (dessutom vunnit två gånger) vid Young Artist Awards, bland annat vann han för sin insats i Stormworld ifrån 2009.